# Geothrix oryzae
Geothrix oryzae es una especie de bacteria gramnegativa del género Geothrix. Fue descrita en el año 2023. Su etimología hace referencia a arroz. Es anaerobia facultativa y móvil. Tiene un tamaño de 0,4-0,5 μm de ancho por 2,9-5,9 μm de largo. Catalasa y oxidasa negativas. Forma colonias amarillas-rojas en agar R2A suplementado con fumarato. Temperatura de crecimiento entre 20-35 °C, óptima de 20-25 °C. Es sensible al antibiótico vancomicina. Resistente a kanamicina y ampicilina. Tiene un contenido de G+C de 67,8%. Se ha aislado del suelo de un arrozal en Saga, Japón. 